# پاول هرمان

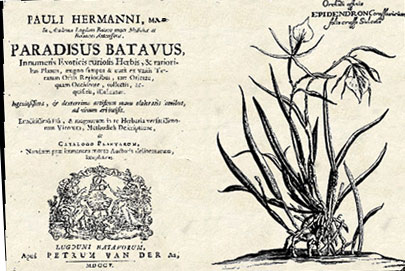
Paradisus batavusاثر پاول هرمان، لیدن، چاپ دوم. ۱۷۰۵

پاول هرمان (به آلمانی: Paul Hermann)، (زاده ۳۰ ژوئن ۱۶۴۶ هاله-۲۹ ژانویه ۱۶۹۵ لیدن) پزشک و گیاه‌شناس زادهٔ آلمان و ۱۵ سال رئیس باغ گیاه‌شناسی شهر لیدن بود.